# Xã Eden, Quận Marshall, Iowa
Xã Eden (tiếng Anh: Eden Township) là một xã thuộc quận Marshall, tiểu bang Iowa, Hoa Kỳ. Năm 2010, dân số của xã này là 636 người.